# Lorenzo Bandini
Lorenzo Bandini (ur. 21 grudnia 1935 w Barce, zm. 10 maja 1967 w Monte Carlo) – włoski kierowca wyścigowy Formuły 1. W swojej karierze reprezentował stajnie Scuderia Ferrari, Cooper, BRM oraz Scuderia Centro Sud w Formule 1. Bandini brał udział w wyścigach długodystansowych. W Formule 1 wygrał Grand Prix Meksyku, i aż 8-krotnie stawał na podium. Zajął trzecie miejsce w wyścigu 24h Le Mans 1964. Jest dziesiątą tragicznie zmarłą ofiarą w historii Formuły 1. 
7 maja 1967 Bandini doznał rozległych oparzeń w wypadku podczas wyścigu o Grand Prix Monako w 1967. Po wyjściu z szykany "S" podczas jazdy wzdłuż prostej przy porcie jego bolid Ferrari 312/67 eksplodował, wskutek czego wrak uderzył w słomianą bandę, odbił się i stanął na środku toru paląc się. Bandini bardzo długo przebywał w palącym się bolidzie, co spowodowało oparzenia i zwęglenie 70% ciała. Zmarł trzy dni później w szpitalu Princess Grace Polyclinic Hospital w Monte Carlo.
Założona przez jego siostrę Fundacja Lorenzo Bandiniego, co roku przyznaje jednemu z zawodników Trofeum Lorenzo Bandiniego. Nagroda jest przyznawana za najbardziej widoczne postępy w rozwoju sportowym i ducha walki okazywanego na torze. Pierwszy raz nagrodę przyznano w roku 1992, a od roku 1995 trofeum przyznawana jest corocznie wyróżniającym się kierowcom wyścigowym startującym w Formule 1.